# Гарвардская обсерватория
Гарвардская обсерватория, также обсерватория Гарвардского колледжа — астрономическая обсерватория, основанная в 1839 году в Кембридже, штат Массачусетс, США. Является учреждением, управляющим комплексом из нескольких зданий и инструментов, используемых для астрономических исследований кафедры астрономии Гарвардского университета. С 1973 года вместе с астрофизической обсерваторией Смитсоновского института она является частью Гарвард-Смитсоновского центра астрофизики.

## Руководители обсерватории
- 1839—1859 — Бонд, Уильям Крэнч
- 1859—1865 — Бонд, Джордж Филлипс
- 1866—1875 — Джозеф Уинлок[англ.]
- 1877—1919 — Пикеринг, Эдуард Чарлз
- 1919—1921 — Солон Ирвинг Бейли[англ.]
- 1921—1952 — Шепли, Харлоу
- 1952—1966 — Мензел, Дональд Говард
- 1966—1971 — Голдберг, Лео[1]
- 1971—1972 — Александр Далгарно (исполняющий обязанности)[2]

После образования Гарвард-Смитсоновского центра астрофизики:
- 1973—1982 — Джордж Б. Филд[3]
- 1982—2004 — Шапиро, Ирвин[4]
- с 2004 года — Чарльз Р. Элкок[англ.][5]

## История обсерватории

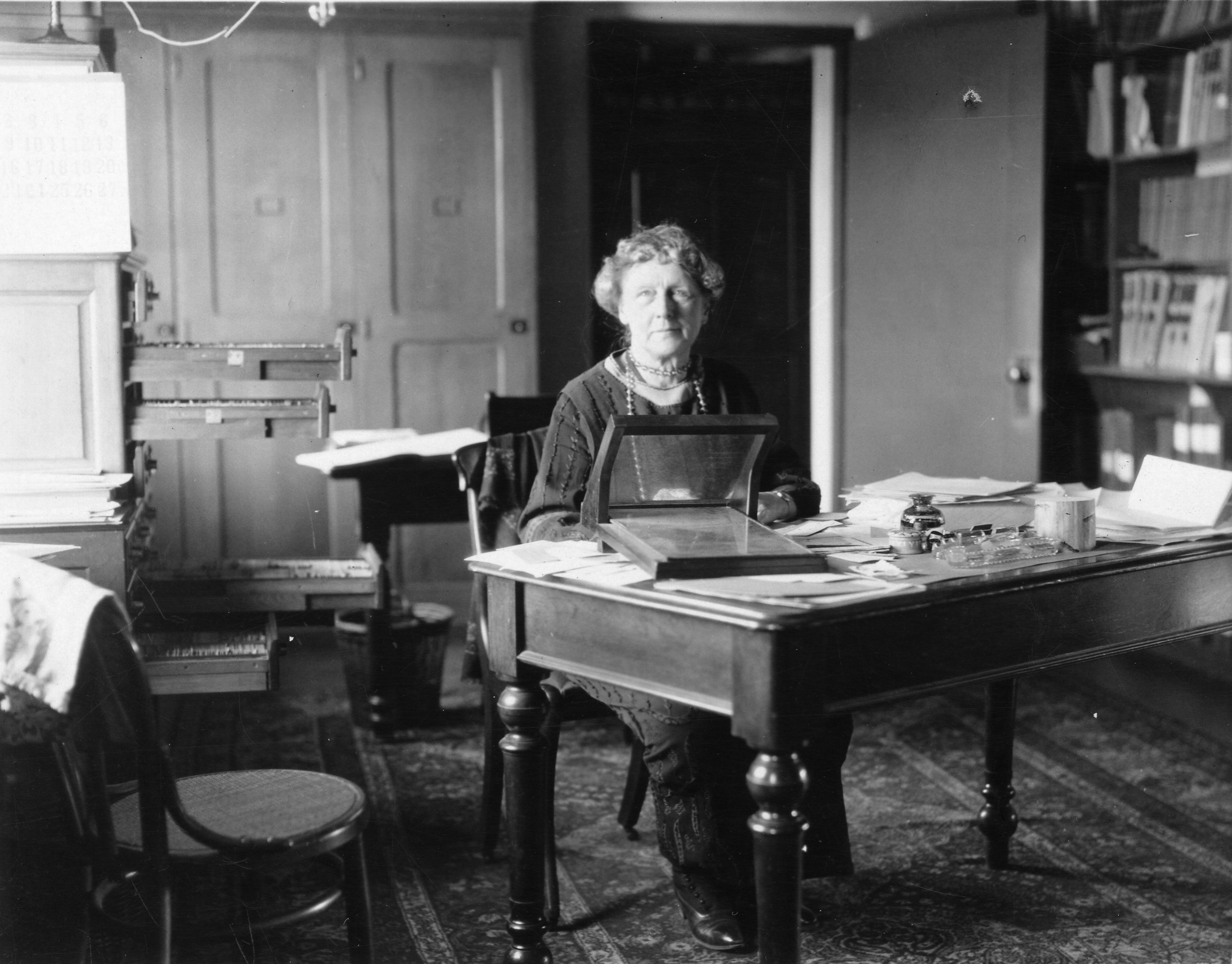
Энни Джамп Кэннон на рабочем месте

На 15-дюймовом телескопе с 1847 по 1852 Уильям Бонд и Джон Уиппл сделали первые качественные снимки Луны, а в ночь 16/17 июля 1850 года ими же был сделан первый дагеротип звезды (Веги).
С конца 1880-х годов при Гарвардской обсерватории работало подразделение женщин-вычислителей (шуточное название — «Гарем Пикеринга»). Эдуард Пикеринг нанял несколько способных девушек (в то время жалованье женщин было в несколько раз меньше, чем у мужчин на той же работе), которые занимались астрономическими вычислениями. Несколько из этих сотрудниц позднее стали известными астрономами: это — Энни Кэннон, Вильямина Флеминг, Генриетта Ливитт, Антония Мори, Анна Уинлок.
В 1890 году была создана южная наблюдательная станция в Перу около города Арекипа. Два 60-дюймовых телескопа были переданы Гарвардской обсерватории после смерти их владельца Эндрю Коммон. В 1927 году наблюдательная станция в Перу переехала в ЮАР и получила название Обсерватория Бойдена. На территории Гарвардской обсерватории с 1911 по 1956 года располагалась Американская Ассоциация наблюдателей переменных звёзд (AAVSO).

## Инструменты обсерватории
- 15-дюймовый Великий рефрактор (D=38 см, F = ?, 1847 год, производители: Merz и Mahle) — 20 лет самый крупный телескоп в США[6]. Заказан у Merz and Mahler of Munich. Является «братом-близнецом» телескопа, заказанного для Пулковской обсерватории в 1839 году. Телескоп был приобретен на средства, собранные жителями Бостона и окрестностей вскоре после появления «Большой мартовская кометы»[7].

## Направления исследований
- Спектральная классификация звезд
- Астрофотография
- Создание каталогов
- Изучение переменных звезд (фотометрия)

## Основные достижения
- Первые фотографии Луны и звезды (Вега)
- Открытие астероидов из первой сотни: (66) Майя и (73) Клития — открыватель Таттл, Хорас Парнелл
- Открытие трех периодических комет Хорасом Парнелл Таттлом: 8P/Туттля, 55P/Темпеля — Туттля и 109P/Свифта — Туттля
- Открытие RR Лиры и EX Волка
- Открытие ярчайшей катаклизмической переменной SS Лебедя — открыла Louisa D. Wells
- Восьмой спутник Сатурна Гиперион (спутник) открыли в 1848 году Бонд, Уильям Крэнч и его сыном Бонд, Джордж Филлипс при помощи 15-дюймового рефрактора.
- Креповое или внутреннее кольцо Сатурна было обнаружено в 1850 году опять же Бондами.
- В обсерватории содержится коллекция из 500 тысяч отснятых стеклянных пластинок звездного неба с середины 1880 годов по 1989 год (с перерывом на 1953—1968 года). Это уникальные данные для исследования изменений на протяжении более 100 лет. Сейчас[когда?] данная стеклотека находится в процессе оцифровки (сканирования).
- Создание спектральной классификации звезд
- Публикация в 1908 году «Harvard Revised Photometry Catalogue», который впоследствии явился прародителем каталога Каталог ярких звёзд (HR).
- Каталог Генри Дрейпера
- Открытие зависимости «Период-светимость» для Цейфеид — Ливитт, Генриетта Суон
- Участие в проектах HEAO-1, Orbiting Solar Observatory и Orbiting Solar Observatory
- 6 комет открыл Уиппл, Фред Лоуренс: 36P/Уиппла и ещё 5 не периодических комет.
- Гарвардская морфологическая классификация галактик

## Известные сотрудники
- Расселл, Генри Норрис
- Росселанд, Свен
- Таттл, Хорас Парнелл
- Ливитт, Генриетта Суон
- Пейн-Гапошкина, Сесилия Хелена
- Койпер, Джерард Петер
- Лэнгли, Сэмюэл Пирпонт
- Холл, Асаф
- Леметр, Жорж
- Саймон Ньюком — ему предложили должность директора обсерватории Гарвардского колледжа в 1875 году, но он отказался, имея уже решение, что его интересы лежат в области математики, а не астрономических наблюдений.
- Уиппл, Фред Лоуренс
- Брюс, Кэтрин — меценат, покровительница астрономии, пожертвовала средства Гарвардской обсерватории
- Вокулёр, Жерар Анри де
- Мори, Антония Каэтана
- Лейтен, Виллем Якоб
- Линдблад, Бертиль — проходил стажировку в Гарвардской обсерватории
- Чандлер, Сет Карло
- Герасимович, Борис Петрович — в 1926—1931 годах был в научной командировке в Гарвардской обсерватории
- Шварцшильд, Мартин
- Делайл Стюарт
- Хогг, Хелен
- Иоаннис Параскевопулос
- Richard Prager[англ.]
- Bryan Gaensler[англ.]
- Edward Skinner King[англ.]
- Robert E. Cox[англ.]
- Guy Consolmagno[англ.]
- James Gilbert Baker[англ.]
- Leon Campbell[англ.]
- Royal Harwood Frost[англ.] — работал в Гарвардской обсерватории и в Перу
- Jay Pasachoff[англ.]
- Joseph Lovering[англ.]
- Herbert Gursky[англ.]
- Eric Chaisson[англ.]
- Uriah A. Boyden[англ.] — меценат, завещал своё состояние Гарвардской обсерватории
- Копал, Зденек
- Dorrit Hoffleit[англ.]
- Кэннон, Энни Джамп
- Вильямина Флеминг
- Theodore Dunham Jr.[англ.]
- Mary E. Byrd[англ.]
- Louisa D. Wells